# Dlhovszky József
Dlhovszky József, Jozef Dlhovský (Zsitvaapáti, 1787. március 1. – Kistapolcsány, 1857. március 11.) teológiai doktor, katolikus pap, költő. 

## Élete
Pestpen végezte teológiai tanulmányait, itt szerezte doktorátusát. 1815-től Nagyszombatban tanított, majd 1817. október 24-étől Kistapolcsányban volt katolikus pap.

## Művei
- Carmen honoribus rev. dni Aloysii Battyány de eadem et Geresgál, dum metropolitanae ecclesiae Strigoniensis canonicus et centralis r. Hungariae, partiumque adnexarum seminarii Pestiensis rector crearetur, in perenne clientelaris pietatis monumentum… oblatum anno 1820. Tyrnaviae
- Kázeň kterů predložil w osade liwina rečeneg… nad nowo poswácanim kňazom Hodossi Karolom Kdiz prwňú obetu swateg mesi bohu nagwisšimu konal dňa Augusta 1839. Nyitra. (Egyházi beszéd Hodosi Károly első miséjekor)